# Coppa Hlinka Gretzky
La Coppa Hlinka Gretzky (in inglese Hlinka Gretzky Cup) è un torneo ad inviti per nazionali di hockey su ghiaccio maschili Under 18 che si svolge annualmente nel mese di agosto. Data la presenza delle maggiori nazionali, spesso è indicato impropriamente come U-18 Junior World Cup, sebbene non sia riconosciuto dalla IIHF che organizza il Campionato mondiale di hockey su ghiaccio Under-18 in primavera.

## Storia
Il torneo è nato nel 1991 con il nome di Phoenix Cup, e si è svolto in Giappone. Dalla successiva edizione il nome è cambiato in Pacific Cup, denominazione che ha mantenuto fino al 1996, con l'eccezione dell'edizione 1994 giocata in Messico, denominata La Copa Mexico. A partire dal 1997 la competizione venne ospitata alternativamente un anno in Repubblica Ceca e un anno in Slovacchia, cambiando contestualmente nome in Nations Cup. A partire dal 2003 e fino al 2017 il torneo venne co-ospitato da Repubblica Ceca e Slovacchia. Ha preso la denominazione di Memorial Ivan Hlinka nel 2007, in memoria di Ivan Hlinka, morto tre anni prima.
Nel 2018 Hockey Canada annunciò il cambio di denominazione ed il ritorno in Canada dopo oltre vent'anni.

## Albo d'oro
| Anno | Oro                                           | Argento                                       | Bronzo                                        | Località                                          |
| ---- | --------------------------------------------- | --------------------------------------------- | --------------------------------------------- | ------------------------------------------------- |
| 1991 | Unione Sovietica U-18                         | Canada U-18                                   | Stati Uniti U-18                              | Sapporo e Yokohama, Giappone                      |
| 1992 | Canada U-18                                   | Russia U-18                                   | Giappone U-18                                 | Tokyo, Giappone                                   |
| 1993 | Russia U-18                                   | Stati Uniti U-18                              | Canada U-18                                   | Yokohama, Giappone                                |
| 1994 | Canada U-18                                   | Stati Uniti U-18                              | Russia U-18                                   | Città del Messico, Messico                        |
| 1995 | Russia U-18                                   | Canada U-18                                   | Stati Uniti U-18                              | Yokohama, Giappone                                |
| 1996 | Canada U-18                                   | Stati Uniti U-18                              | Finlandia U-18                                | Nelson e Castlegar, Canada                        |
| 1997 | Canada U-18                                   | Rep. Ceca U-18                                | Slovacchia U-18                               | Jihlava, Žďár nad Sázavou e Znojmo, Rep. Ceca     |
| 1998 | Canada U-18                                   | Rep. Ceca U-18                                | Slovacchia U-18                               | Bratislava, Slovacchia                            |
| 1999 | Canada U-18                                   | Stati Uniti U-18                              | Rep. Ceca U-18                                | Havlíčkův Brod, Třebíč e Znojmo, Rep. Ceca        |
| 2000 | Canada U-18                                   | Stati Uniti U-18                              | Rep. Ceca U-18                                | Kežmarok, Slovacchia                              |
| 2001 | Canada U-18                                   | Rep. Ceca U-18                                | Russia U-18                                   | Kolín, Mladá Boleslav e Nymburk, Rep. Ceca        |
| 2002 | Canada U-18                                   | Rep. Ceca U-18                                | Russia U-18                                   | Břeclav, Rep. Ceca Piešťany, Slovacchia           |
| 2003 | Stati Uniti U-18                              | Russia U-18                                   | Rep. Ceca U-18                                | Břeclav, Rep. Ceca Piešťany, Slovacchia           |
| 2004 | Canada U-18                                   | Rep. Ceca U-18                                | Svezia U-18                                   | Břeclav e Hodonín, Rep. Ceca Piešťany, Slovacchia |
| 2005 | Canada U-18                                   | Rep. Ceca U-18                                | Finlandia U-18                                | Břeclav, Rep. Ceca Piešťany, Slovacchia           |
| 2006 | Canada U-18                                   | Stati Uniti U-18                              | Russia U-18                                   | Břeclav, Rep. Ceca Piešťany, Slovacchia           |
| 2007 | Svezia U-18                                   | Finlandia U-18                                | Russia U-18                                   | Hodonín, Rep. Ceca Piešťany, Slovacchia           |
| 2008 | Canada U-18                                   | Russia U-18                                   | Svezia U-18                                   | Hodonín, Rep. Ceca Piešťany, Slovacchia           |
| 2009 | Canada U-18                                   | Russia U-18                                   | Svezia U-18                                   | Břeclav e Hodonín, Rep. Ceca Piešťany, Slovacchia |
| 2010 | Canada U-18                                   | Stati Uniti U-18                              | Svezia U-18                                   | Břeclav, Rep. Ceca Piešťany, Slovacchia           |
| 2011 | Canada U-18                                   | Svezia U-18                                   | Russia U-18                                   | Břeclav, Rep. Ceca Piešťany, Slovacchia           |
| 2012 | Canada U-18                                   | Finlandia U-18                                | Svezia U-18                                   | Břeclav, Rep. Ceca Piešťany, Slovacchia           |
| 2013 | Canada U-18                                   | Stati Uniti U-18                              | Rep. Ceca U-18                                | Břeclav, Rep. Ceca Piešťany, Slovacchia           |
| 2014 | Canada U-18                                   | Rep. Ceca U-18                                | Stati Uniti U-18                              | Břeclav, Rep. Ceca Piešťany, Slovacchia           |
| 2015 | Canada U-18                                   | Svezia U-18                                   | Russia U-18                                   | Břeclav, Rep. Ceca Bratislava, Slovacchia         |
| 2016 | Rep. Ceca U-18                                | Stati Uniti U-18                              | Russia U-18                                   | Břeclav, Rep. Ceca Bratislava, Slovacchia         |
| 2017 | Canada U-18                                   | Rep. Ceca U-18                                | Svezia U-18                                   | Břeclav, Rep. Ceca Bratislava, Slovacchia         |
| 2018 | Canada U-18                                   | Svezia U-18                                   | Russia U-18                                   | Edmonton e Red Deer, Canada                       |
| 2019 | Russia U-18                                   | Canada U-18                                   | Svezia U-18                                   | Břeclav, Rep. Ceca Piešťany, Slovacchia           |
| 2020 | Cancellata a causa della pandemia di COVID-19 | Cancellata a causa della pandemia di COVID-19 | Cancellata a causa della pandemia di COVID-19 | Edmonton e Red Deer, Canada                       |